# Rugocythereis reticulata
Rugocythereis reticulata is een mosselkreeftjessoort uit de familie van de Trachyleberididae. De wetenschappelijke naam van de soort is voor het eerst geldig gepubliceerd in 1993 door Ayress.